# Mohamed Sayed Yusef
Mohamed Sayed Yusef (16 de enero de 1986) es un deportista egipcio que compitió en judo. Ganó una medalla de plata en el Campeonato Africano de Judo de 2012 en la categoría abierta.

## Palmarés internacional
| Campeonato Africano | Campeonato Africano | Campeonato Africano | Campeonato Africano |
| Año                 | Lugar               | Medalla             | Categoría           |
| ------------------- | ------------------- | ------------------- | ------------------- |
| 2012                | Agadir (Marruecos)  | Medalla de plata    | Abierta             |